# YOY
YOY is de verzamelnaam van de twee duellerende stalen achtbanen in Walibi Holland, gebouwd door Rocky Mountain Construction. De achtbanen heten YOY Chill en YOY Thrill en liggen in de YOY Zone.

## Geschiedenis
Begin 2023 werd door de directrice van Walibi Holland bekendgemaakt dat er op de plek tussen Goliath, Condor en Xpress: Platform 13 twee nieuwe achtbanen gebouwd zullen worden. In december van dat jaar begonnen de voorbereidende werkzaamheden om de oude gebouwen te slopen. Eerder bevonden zich hier de groendienst en in 2023 de spookhuizen The Final Slayride en Urban Explhorror.
Terwijl de bouw vorderde en er op het bouwterrein langzaamaan twee achtbanen verrezen, werd de naam van de nieuwe attractie op 24 september 2024 aangekondigd op de pretparkbeurs IAAPA Expo Europe. Op 11 december werd tijdens de bouw het hoogste punt van de achtbaan gevierd.

## Opening
Op 4 april 2025 vond de pre-opening plaats, en op de eerste openingsdag van het seizoen, 5 april, vond de officiële opening plaats voor de pers en genodigden. Hier werd YOY verwelkomd door "saluutschoten" van aangrenzende achtbanen Goliath, Condor en Xpress: Platform 13, waarbij er vuurwerk werd afgeschoten vanuit deze banen. Ook was er tijdens de openingsceremonie bijpassend entertainment.

## Thema
De twee banen hebben beide een thema. De blauwe Chill baan heeft geen inversies en wordt daarom vormgegeven met vloeiende vormen, ofwel een water thema. De groene Thrill baan is ruiger met inversies en wordt vormgegeven met hoekige vormen. Dit heeft meer te maken met natuur en overwoekeren.

## Technisch
De Thrill baan van YOY heeft 6 inversies. Dat zijn de meeste aantal inversies voor een achtbaan in het park. De attractie heeft ook een high five element, waar het lijkt alsof je de gasten in de andere trein bijna kan aanraken.
Beide banen komen tot een hoogte van 29 meter, en zijn 655 meter lang.

### Treinen
Beide banen hebben twee treinen en een opvallend uiterlijk. De voorkanten van de treinen zijn vormgegeven naar hun respectievelijke thema. De groene treinen zijn met een zilveren kleur gedecoreerd met vormen van bladeren, en bij de blauwe treinen gebeurt dit in de vorm van golven.
Afbeeldingen · Lijst van attracties